# Fabio Ferrari (attore)
Fabio Ferrari, pseudonimo di Fabio Vitta (Roma, 14 ottobre 1959), è un attore italiano.

## Biografia
Figlio dell'attore Paolo Ferrari e dell'attrice Marina Bonfigli, è primogenito di tre fratelli. Iniziò la carriera all'inizio degli anni ottanta mentre faceva l'università (che abbandonerà subito dopo), entrando nel mondo del teatro per caso. Un pomeriggio mentre si stava recando a fare domanda per un colloquio di lavoro incontrò il suo amico Fabio Camilli (già attore teatrale) e siccome mancava un attore per una commedia gli proposero il ruolo. I primi lavori furono in una serie di commedie dirette da Massimo Cinque e Claudio Carafoli, cui seguirono dei ruoli marginali in alcuni film.
Fece il suo debutto cinematografico nel film L'attenzione nel 1984. La grande popolarità gli giunse dapprima con il film Vacanze in America con Fabio Camilli (amico d'infanzia) e poi dalle tre stagioni de I ragazzi della 3ª C, in cui interpretava il ruolo di Enrico Lazzaretti, meglio noto come "Chicco", un simpatico ultraripetente, personaggio con il quale è stato poi inevitabilmente sempre identificato. Nel 1990 fece ritorno in TV con la serie College, dove interpretava un antipatico e ruffiano cadetto, il capocamerata Emilio Baldani, personaggio da lui poco amato. La sua esperienza cinematografica non è molto intensa ma è stata, comunque, caratterizzata dall'aver lavorato con Pupi Avati, Ettore Scola, Carlo Vanzina, Giovanni Soldati ed Enrico Montesano.
In anni più recenti lo si è visto sempre più spesso impegnato in teatro, anche di genere brillante, per il quale ha interpretato fra l'altro Il giorno della tartaruga, di Garinei e Giovannini su musiche di Renato Rascel, al fianco di Maria Laura Baccarini. Nel 2010 gira nei teatri italiani insieme agli attori Gianluca Ramazzotti, Lorenza Mario, Miriam Mesturino e Raffaele Pisu, con la fortunata commedia Chat a due piazze scritta da Ray Cooney, per la regia di Gianluca Guidi. Dal gennaio 2010 interpreta il "corpo" nella trasmissione di intrattenimento e divulgazione psicanalitica di Rai Radio 2 Io, Chiara e l'Oscuro.
Dal 2019 conduce il programma "I Fumi del Calcio" su Retesole emittente televisiva che trasmette su undici canali sul digitale terrestre.

## Vita privata
Negli anni ottanta ha patito una dipendenza dalle droghe pesanti, da cui è uscito dopo un anno e mezzo di terapia.
Tra la seconda e la terza stagione della serie TV I ragazzi della 3ª C ha avuto una relazione con Sharon Gusberti.
Si è poi sposato nel 1995 e nel 1996 ha avuto una figlia. Come il padre è tifoso della Lazio.

## Filmografia

### Cinema
- Vacanze in America, regia di Carlo Vanzina (1984)
- L'attenzione, regia di Giovanni Soldati (1985)
- A me mi piace, regia di Enrico Montesano (1985)
- I miei primi 40 anni, regia di Carlo Vanzina (1987)
- Il nodo alla cravatta, regia di Alessandro Di Robilant (1991)
- Dio c'è, regia di Alfredo Arciero (1998)
- One small step, cortometraggio, regia di Catherine Crouch (1999)
- Concorrenza sleale, regia di Ettore Scola (2001)
- Gente di Roma, regia di Ettore Scola (2003)
- Natale in India, regia di Neri Parenti (2003)
- Senza freni, regia di Felice Farina (2003)
- Troppo belli, regia di Ugo Fabrizio Giordani (2005)
- La cena per farli conoscere, regia di Pupi Avati (2007)
- La fisica dell'acqua, regia di Felice Farina (2009)
- Il figlio più piccolo, regia di Pupi Avati (2010)
- Vacanze di Natale a Cortina, regia di Neri Parenti (2011)
- Un ragazzo d'oro, regia di Pupi Avati (2014)
- Gran finale, cortometraggio, regia di Valerio Groppa (2015)
- Mamma non vuole, cortometraggio, regia di Antonio Pisu (2016)
- Il viaggio, regia di Alfredo Arciero (2017)
- L'eroe, regia di Cristiano Anania (2019)
- Il signor Diavolo, regia di Pupi Avati (2019)
- Un eretico in corsia, regia di Bruno di Marcello (2020)
- Nina dei lupi, regia di Antonio Pisu (2023)

### Televisione
- I ragazzi della 3ª C – serie TV, 33 episodi (1987-1989)
- College – serie TV, 14 episodi (1990)
- Per amore o per amicizia, regia di Paolo Poeti – film TV (1993)
- Sei forte, maestro – serie TV (2000)
- Don Matteo – serie TV, episodi 2x04, 4x16 (2001-2004)
- La squadra - serie TV, episodio 3x24 (2002)
- Distretto di Polizia – serie TV, episodio 5x16 (2005)
- Io e mamma, regia di Andrea Barzini – miniserie TV (2007)
- I Cesaroni – serie TV, episodio 4x15 (2010)
- Alfredino - Una storia italiana – miniserie TV, 4 episodi (2021)
- Canonico - serie TV (2021-23)

## Teatro
- Il giorno della tartaruga di Garinei e Giovannini
- LUV
- Prigionieri di guerra, regista insieme a Luca Zingaretti
- Le ultime sere di carnevale di Carlo Goldoni
- Cannibal
- Amori inquieti
- Va tutto storto
- Cantando sotto la pioggia
- Le notti di Cabiria, regia di Saverio Marconi
- Chat a due piazze, regia di Gianluca Guidi
- Il matrimonio nuoce gravemente alla salute, regia di Massimo Natale